# Romuald Szukiełowicz
Romuald Szukiełowicz pseud. Szukieł (ur. 10 lutego 1949) – polski trener piłkarski z licencją UEFA Pro. Były trener Śląska Wrocław.

## Życiorys
W swojej karierze zawodnika grał najpierw w Śląsku Wrocław (jest wychowankiem tego klubu), potem w PKS Odra; w latach 1979–1983 przebywał w USA, gdzie występował w Błyskawicy Chicago i Ajaxie. Ukończył studia trenerskie; jeszcze jako piłkarz prowadził PKS Odra i II zespół Śląska. Potem trenował m.in. zespoły Piasta Iłowa, Pafawagu Wrocław, Moto Jelcz Oława, Śląska Wrocław, Pogoni Szczecin (od początku sezonu 1992/1993 do końca 1993 i od czerwca 1996 do lipca 1997), Zawiszy Bydgoszcz, Lecha Poznań (sezon 1994/1995), Hutnika Kraków, Stomilu Olsztyn, Lechii/Polonii Gdańsk, Górnika Polkowice (od września 2001 do lutego 2002), Odry Opole, Aluminium Konin, Motobi Kąty Wrocławskie, Polonii Nowy Jork i Zagłębia Sosnowiec (od 31 października do 18 grudnia 2007). 
Od 29 września 2011 prowadził piłkarzy Czarnych Żagań a od 22 lutego 2015 – Floty Świnoujście, jednak musiał odejść z powodu wycofania klubu z rozgrywek zaplecza ekstraklasy. 11 czerwca 2015 roku został nowym trenerem beniaminka 1 ligi – Zagłębia Sosnowiec.
Był także członkiem Rady Trenerów w PZPN w latach 1994–2001.